# 1936年ガルミッシュ・パルテンキルヘンオリンピックのノルウェー選手団
1936年ガルミッシュ・パルテンキルヘンオリンピックのノルウェー選手団（1936ねんガルミッシュ・パルテンキルヘンオリンピックのノルウェーせんしゅだん）は、1936年2月6日から2月16日までドイツのガルミッシュ＝パルテンキルヒェンで開催された1936年ガルミッシュ・パルテンキルヘンオリンピックのノルウェー選手団、およびその競技結果。

## 概要
今大会は金メダル7個、銀メダル5個、銅メダル3個の合計15個のメダルを獲得した。
スキージャンプではビルゲル・ルートが1932年レークプラシッドオリンピックに続き金メダルを獲得して2連覇を達成した。
フィギュアスケートでは、ソニア・ヘニーが1932年レークプラシッドオリンピック、1928年サンモリッツオリンピックに続いて金メダルを獲得し3連覇を達成した。

## メダル
| メダル | 選手名                                                                                          | 競技                   | 種目             |
| ------ | ----------------------------------------------------------------------------------------------- | ---------------------- | ---------------- |
| 金     | ビルゲル・ルート                                                                                | スキージャンプ         | 男子             |
| 金     | オッドビョルン・ハーゲン                                                                        | ノルディック複合       | 男子個人         |
| 金     | イバール・バラングルート                                                                        | スピードスケート       | 男子500m         |
| 金     | チャールズ・マティーセン                                                                        | スピードスケート       | 男子1500m        |
| 金     | イバール・バラングルート                                                                        | スピードスケート       | 男子5000m        |
| 金     | イバール・バラングルート                                                                        | スピードスケート       | 男子10,000m      |
| 金     | ソニア・ヘニー                                                                                  | フィギュアスケート     | 女子シングル     |
| 銀     | オッドビョルン・ハーゲン                                                                        | クロスカントリースキー | 男子18km         |
| 銀     | オッドビョルン・ハーゲン オラフ・ホフスバッケン スヴェーレ・ブローダール ビャルネ・イヴェルセン | クロスカントリースキー | 男子4×10kmリレー |
| 銀     | オラフ・ホフスバッケン                                                                          | ノルディック複合       | 男子個人         |
| 銀     | イェオル・クローグ                                                                              | スピードスケート       | 男子500m         |
| 銀     | イバール・バラングルート                                                                        | スピードスケート       | 男子1500m        |
| 銅     | ライラ・ショー・ニルセン                                                                        | アルペンスキー         | 女子複合         |
| 銅     | ライダル・アンデシェン                                                                          | スキージャンプ         | 男子             |
| 銅     | スヴェレ・ブローダール                                                                          | ノルディック複合       | 男子個人         |